# Scottish World Invitation Tournament 1960
Das Scottish World Invitation Tournament 1960 im Badminton fand vom 10. bis zum 13. März 1960 in Glasgow statt.

## Finalergebnisse
| Disziplin    | Sieger                               | Finalist                                    | Ergebnis           |
| ------------ | ------------------------------------ | ------------------------------------------- | ------------------ |
| Herreneinzel | Finn Kobberø                         | Ferry Sonneville                            | 15-12, 4-15, 15-3  |
| Herrendoppel | Poul-Erik Nielsen Finn Kobberø       | Teh Kew San Lim Say Hup                     | 8-15, 15-11, 18-17 |
| Damendoppel  | Margaret Varner Pratuang Pattabongse | Hanne Jensen Kirsten Thorndahl              | 17-15, 15-17       |
| Mixed        | Poul-Erik Nielsen Hanne Jensen       | Jørgen Hammergaard Hansen Kirsten Thorndahl | 15-11, 15-4        |